# Banyarwanda
Les Banyarwanda (pluriel : Abanyarwanda, singulier : Umunyarwanda ; littéralement « les personnes de culture rwandaise (ancien Royaume du Rwanda) » ; également Banyaruanda) constituent un groupe culturel et linguistique habitant principalement le Rwanda actuel. Au sein des Banyarwanda, il existe trois sous-groupes : Hutu, Tutsi et Batwa.
Ces groupes ethniques aussi présents dans d'autres pays limitrophes du Rwanda, dont le Burundi, l'Ouganda, la république démocratique du Congo et la Tanzanie. 
En république démocratique du Congo, ils sont aussi appelé Bafumbira et les Tutsis originaires du Sud-Kivu sont appelés Banyamulenge. Une partie est originaire des localités faisant partie de l'ancien Royaume du Rwanda, d'autres se sont établis dans les pays voisins après avoir migré du Rwanda voisin par vagues successives depuis l'époque coloniale. Il y a aussi un million de Hutus, Tutsis et Twa en Ouganda où ils vivent dans l'ouest du pays.

## Population par pays

### République démocratique du Congo
Les Banyarwanda sont des Tutsis et des Hutus congolais rwandophones (qui parlent le kinyarwanda), présents en majorité dans la province du Nord-Kivu, au point de constituer la majorité de la population dans certains districts. Cette population est cependant loin d'être homogène, car ne s'étant pas implantée dans la région à la même période. Ainsi certains sont déjà présents dans le Kivu (Rutshuru et Bwisha) lors du partage de la région des Grands Lacs en 1910, entre les puissances colonisatrices, alors que d'autres communautés Banyarwanda se sont implantées au fil du temps. Durant la période coloniale, un transfert de population à l'intérieur de l'espace colonial belge est mis en œuvre par la puissance coloniale, entrainant la migration de populations Banyarwanda au Congo belge : de 1937 à 1959, des peuplements forcés du Rwanda vers des zones dépeuplés des territoires de Masisi et de Rutshuru sont coordonnées par la Mission d'Immigration des Banyarwanda (MIB), et des recrutements de mains d'œuvre rwandaises pour travailler dans les mines et les exploitations agricoles de l'est du pays, sont organisés par l'administration coloniale. Dans la deuxième moitié du XXe siècle, les luttes politiques pour le contrôle du pouvoir lors des Indépendances déclenchent de nouvelles migrations de Banyarwanda vers les Kivu : de 1959 à 1961, des réfugiés politiques s'installent dans la région à la suite des troubles et tensions ethniques au Rwanda, et une immigration clandestine se développe, liée à l'impact de la densité démographique au Rwanda, mais aussi aux violences politico-ethniques dans ce pays et au Burundi[réf. souhaitée].